# Xarxa de Bethe

Una xarxa de Bethe amb número de coordinació z = 3

En mecànica estadística i matemàtiques, la xarxa de Bethe (també anomenada arbre regular) és un gràfic sense cicles connectats infinits on tots els vèrtexs tenen el mateix nombre de veïns. La xarxa Bethe va ser introduïda a la literatura de física per Hans Bethe el 1935. En aquest gràfic, cada node està connectat a z veïns; el nombre z s'anomena nombre de coordinació o grau, segons el camp.
A causa de la seva estructura topològica distintiva, la mecànica estadística dels models de gelosia en aquest gràfic sovint és més fàcil de resoldre que en altres gelosias. Les solucions estan relacionades amb l'ansatz Bethe que s'utilitza sovint per a aquests sistemes.

## Propietats bàsiques
Quan es treballa amb la gelosia Bethe, sovint és convenient marcar un vèrtex donat com a arrel, per utilitzar-lo com a punt de referència quan es consideren les propietats locals del gràfic.

### Mides de les capes
Un cop marcat un vèrtex com a arrel, podem agrupar els altres vèrtexs en capes en funció de la seva distància a l'arrel. El nombre de vèrtexs a una distància {\displaystyle d>0} de l'arrel és {\displaystyle z(z-1)^{d-1}}, ja que cada vèrtex que no sigui l'arrel és adjacent {\displaystyle z-1} vèrtexs a una distància un més gran de l'arrel, i l'arrel és adjacent a {\displaystyle z} vèrtexs a una distància 1.

## En mecànica estadística
La gelosia Bethe té interès en la mecànica estadística principalment perquè els models de gelosia de la gelosia Bethe són sovint més fàcils de resoldre que en altres gelosias, com ara la gelosia quadrada bidimensional. Això es deu al fet que la manca de cicles elimina algunes de les interaccions més complicades. Tot i que la gelosia Bethe no s'aproxima tant a les interaccions en materials físics com altres gelosies, encara pot proporcionar una visió útil.

### Solucions exactes al model d'Ising
El model d'Ising és un model matemàtic de ferromagnetisme, en el qual les propietats magnètiques d'un material es representen per un "gir" a cada node de la xarxa, que és +1 o -1. El model també està equipat amb una constant {\displaystyle K} que representa la força de la interacció entre nodes adjacents i una constant {\displaystyle h} representa un camp magnètic extern.
El model Ising de la gelosia Bethe es defineix per la funció de partició
{\displaystyle Z=\sum _{\{\sigma \}}\exp \left(K\sum _{(i,j)}\sigma _{i}\sigma _{j}+h\sum _{i}\sigma _{i}\right).}